# Fédération des Secouristes Français Croix-Blanche
Pour les articles homonymes, voir Croix-Blanche (homonymie).
 (mars 2013).
Si vous disposez d'ouvrages ou d'articles de référence ou si vous connaissez des sites web de qualité traitant du thème abordé ici, merci de compléter l'article en donnant les références utiles à sa vérifiabilité et en les liant à la section « Notes et références ».
La Fédération des Secouristes Français Croix Blanche, également appelée simplement Croix Blanche, est une association française agréée de sécurité civile.

## Historique
La Fédération des Secouristes Français Croix Blanche, anciennement communauté dite des secouristes français et infirmiers volontaires est créée en 1892 par Théophile Funck-Brentano, professeur d'économie politique à l'École libre des sciences politiques.
Cette société, selon le terme utilisé à l'époque, de type associatif (antérieur à la loi de 1901 sur les associations), a été autorisée par le préfet de police le 23 septembre 1892, et est reconnue d'utilité publique le 3 mars 1898.
Elle est considérée comme l'une des premières associations françaises de secourisme moderne. L'association créée se singularise par l'instauration de cours dispensés par des professeurs médecins, permettant d'agir dans l'intérêt du blessé ou du malade dans l'attente de l'intervention d'un médecin.
Elle est reconnue comme établissement d'utilité publique siégeant à Paris par décret du Président de la République, Félix Faure, contresigné par le Ministre de l'intérieur, Louis Barthou, le 3 mars 1898 sous le nom de « Société des Secouristes Français Infirmiers Volontaires »,. Cette société s'est illustrée pendant les deux Guerres Mondiales que sont les guerres de 1914 - 1918 et 1939 - 1945. En effet, les infirmiers volontaires se sont rendus au front pour apporter les soins aux combattants, et ont participé à organiser le renseignement des disparus, tant bien militaires que civils. C'est après ces deux conflits qu'apparaissent les premières femmes dans les rangs de l'association. 
La Fédération prend son nom définitif à travers un décret ministériel le 7 novembre 1972. Elle est agréée pour la formation aux premiers secours ainsi que de Sécurité civile sur les quatre types de mission. En 2024, elle est présente dans 70 départements français de métropole, et également dans les DOM TOM, soit 187 associations locales[réf. nécessaire].

## Écusson

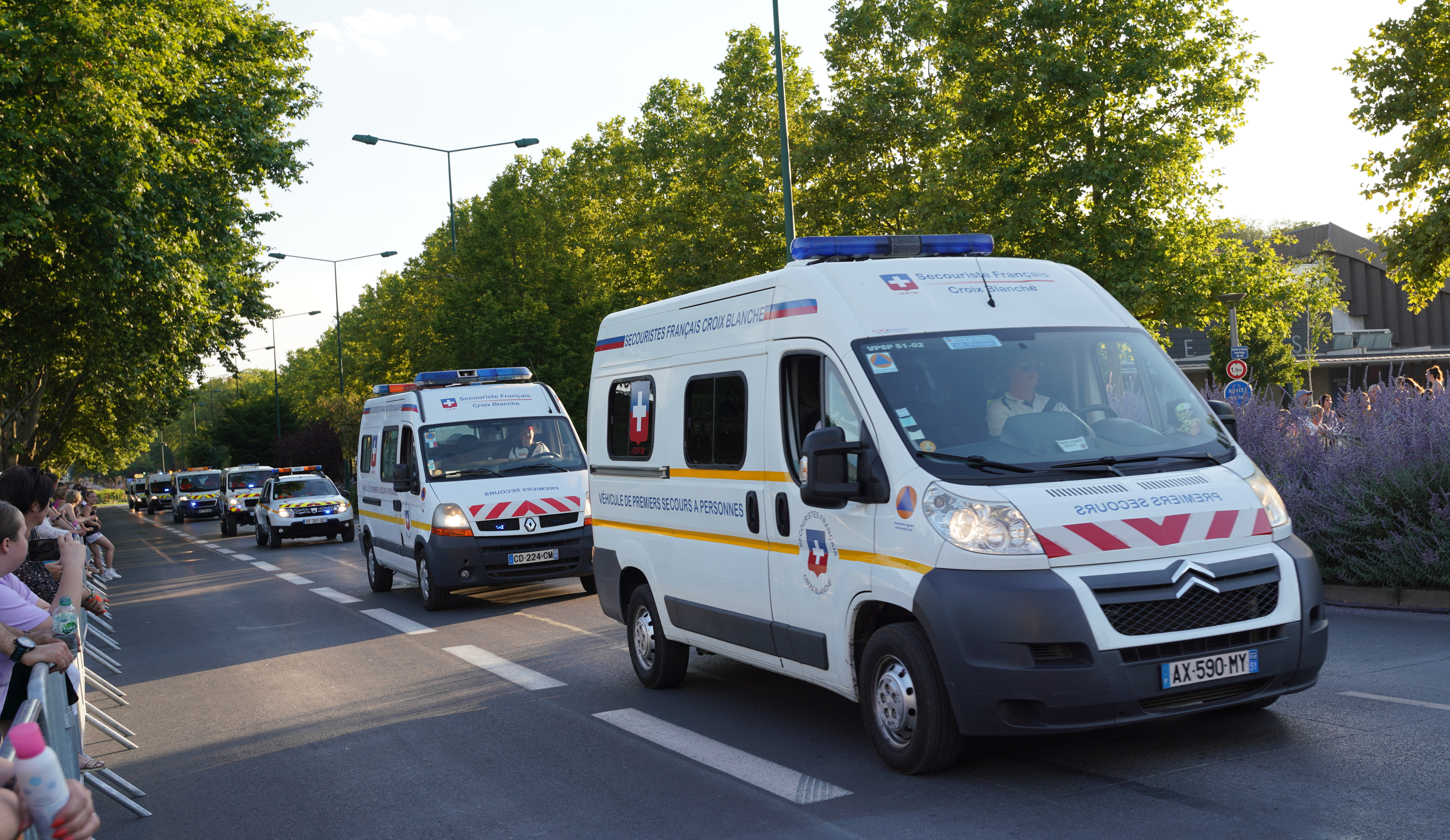
défilé lors de la Fête nationale 2022 à Reims.

Coupé d'azur et de gueules ; à la croix d'argent. Les couleurs de l'écusson de la fédération rappellent celles de la ville de Paris où elle fut fondée (bleu et rouge) et de la France.

## Comités départementaux
| Comité                                           | Département |
| ------------------------------------------------ | ----------- |
| Comité départemental de l'Ain                    | 01          |
| Comité départemental de l'Aisne                  | 02          |
| Comité départemental de l'Allier                 | 03          |
| Comité départemental des Alpes-de-Haute-Provence | 04          |
| Comité départemental Hautes-Alpes                | 05          |
| Comité départemental des Alpes-Maritimes         | 06          |
| Comité départemental de l'Aube                   | 10          |
| Comité départemental des Bouches-du-Rhône        | 13          |
| Comité départemental Cantal                      | 15          |
| Comité départemental de Charente Maritime        | 17          |
| Comité départemental de la Corrèze               | 19          |
| Comité départemental Corse-du-Sud                | 2A          |
| Comité départemental Haute-Corse                 | 2B          |
| Comité départemental des Côtes-d'Armor           | 22          |
| Comité départemental de la Drôme                 | 26          |
| Comité départemental Eure                        | 27          |
| Comité départemental Eure-et-Loir                | 28          |
| Comité départemental du Finistère                | 29          |
| Comité départemental du Gard                     | 30          |
| Comité départemental de la Haute-Garonne         | 31          |
| Comité départemental du Gers                     | 32          |
| Comité départemental de la Gironde               | 33          |
| Comité départemental de l'Hérault                | 34          |
| Comité départemental de l'Ille-et-Vilaine        | 35          |
| Comité départemental Indre-et-Loire              | 37          |
| Comité départemental d'Isère                     | 38          |
| Comité départemental Jura                        | 39          |
| Comité départemental du Loir-et-Cher             | 41          |
| Comité départemental de la Loire                 | 42          |
| Comité départemental de la Loire-Atlantique      | 44          |
| Comité départemental du Loiret                   | 45          |
| Comité départemental du Lot                      | 46          |
| Comité départemental du Maine-et-Loire           | 49          |
| Comité départemental de la Marne                 | 51          |
| Comité départemental Meurthe et Moselle          | 54          |
| Comité départemental de la Meuse                 | 55          |
| Comité départemental Morbihan                    | 56          |
| Comité départemental de la Moselle               | 57          |
| Comité départemental Nièvre                      | 58          |
| Comité départemental du Nord                     | 59          |
| Comité départemental de l'Oise                   | 60          |
| Comité départemental du Pas-de-Calais            | 62          |
| Comité départemental du Puy-de-Dôme              | 63          |
| Comité départemental des Pyrénées-Orientales     | 66          |
| Comité départemental du Bas-Rhin                 | 67          |
| Comité départemental du Haut-Rhin                | 68          |
| Comité départemental du Rhône                    | 69          |
| Comité départemental de la Saône-et-Loire        | 71          |
| Comité départemental de la Sarthe                | 72          |
| Comité départemental de la Savoie                | 73          |
| Comité départemental de la Haute-Savoie          | 74          |
| Comité départemental de Paris                    | 75          |
| Comité départemental de la Seine-Maritime        | 76          |
| Comité départemental de la Seine-et-Marne        | 77          |
| Comité départemental des Yvelines                | 78          |
| Comité départemental des Deux-Sèvres             | 79          |
| Comité départemental Somme                       | 80          |
| Comité départemental du Tarn                     | 81          |
| Comité départemental du Var                      | 83          |
| Comité départemental du Vaucluse                 | 84          |
| Comité départemental Vendée                      | 85          |
| Comité départemental de la Haute-Vienne          | 87          |
| Comité départemental des Vosges                  | 88          |
| Comité départemental Yonne                       | 89          |
| Comité départemental de l'Essonne                | 91          |
| Comité départemental Hauts-de-Seine              | 92          |
| Comité départemental de la Seine-Saint-Denis     | 93          |
| Comité départemental du Val-de-Marne             | 94          |
| Comité départemental du Val-d'Oise               | 95          |
| Comité départemental de la Guadeloupe            | 971         |
| Comité départemental Martinique                  | 972         |
| Comité départemental de la Guyane                | 973         |
| Comité départemental de la Réunion               | 974         |
| Comité départemental de la Polynésie française   | 987         |
| Comité départemental de Nouvelle-Calédonie       | 988         |